# John Yarker
 (août 2017).
Si vous disposez d'ouvrages ou d'articles de référence ou si vous connaissez des sites web de qualité traitant du thème abordé ici, merci de compléter l'article en donnant les références utiles à sa vérifiabilité et en les liant à la section « Notes et références ».
John Yarker, né le 17 avril 1833 à Kendal et mort le 20 mars 1913 à Manchester est un franc-maçon anglais, un occultiste et un auteur d'ouvrages maçonniques et occultistes.

## Biographie
Le 8 octobre 1872, Harry J. Seymour, le grand maître du Rite de Memphis  aux États-Unis, établit à Londres un Souverain Sanctuaire du Rite Ancien et Primitif pour la Grande-Bretagne et l'Irlande. John Yarker en devint le premier grand maître général. Harry Seymour transmit aussi à John Yarker d'autres rites, en particulier le Rite écossais de Cerneau qui plus tard fut absorbé par le Rite de Memphis. En 1876, John Yarker incorpora également dans ce Rite ancien et primitif le Rite de Misraïm, que Robert Wentworth Little (1840-1878) avait introduit en Angleterre en 1870. En 1881, Yarker parvint à obtenir une charte du Rite réformé de Misraïm de Pessina (qui comportait 33 degrés) en échange d'une charte de Memphis. Cela se passa au moment même où le général Giuseppe Garibaldi était nommé grand hiérophante général des deux Rites. Cela consacra officiellement la fusion des Rites de Memphis et Misraïm.[réf. nécessaire]
Peu à peu le rite fut porté à 97 degrés et s'appela réellement Rite de Memphis et Misraïm. En 1913, après nombre de péripéties, John Yarker en devint jusqu'à sa mort en 1913 le grand hiérophante pour tous les pays d'Europe.
Sans qu'elle n'ait jamais fait partie d'une obédience maçonnique, le 24 novembre 1877 John Yarker remet à Helena Petrovna Blavatsky un « diplôme du plus haut grade du Rite d'adoption de Memphis Misraïm » et Yarker est fait membre d'honneur de la Société théosophique.
Le 12 novembre 1893, il demande par courrier à Papus son admission dans l'Ordre martiniste, dans lequel il est initié avant la fin de l'année par l'intermédiaire du baron Adolph Franz Leonhardi de Platz (1841-1902), membre de la Loge L'Etoile bleue de Prague et délégué général de l'Ordre pour la Bohème et la Hongrie.
En 1901, Papus obtient de John Yarker une patente pour ouvrir à Paris la loge INRI travaillant selon le Rite Swedenborgien. La loge INRI devint ultérieurement le siège de la Grande Loge Swedenborgienne de France grâce à une nouvelle charte reçue de John Yarker le 20 mars 1906.
En 1906, Rudolf Steiner reçut de Theodor Reuss, qui représentait Yarker en Allemagne, un patente pour fonder à Berlin un chapitre et grand conseil de Memphis-Misraïm sous le titre distinctif de « Mystica Aeterna ». Steiner fut appointé député grand maître avec juridiction sur les membres qu'il avait reçu où qu'il recevrait dans le futur[réf. incomplète]. Steiner entra assez vite en conflit avec Reuss et reprit son indépendance. Puis à partir des éléments initiatiques qu'il avait rassemblés, il fonda son propre Rite la « Franc-maçonnerie ésotérique », à laquelle Edouard Schuré aurait probablement été initié[réf. nécessaire]. Ce rite se servait d'un rituel fort ancien, dont le texte se trouve partiellement dans l'ouvrage Dogme et Rituel de Haute Magie d'Éliphas Lévi. Dans son autobiographie, Steiner minimise les rapports qu'il a eu avec la maçonnerie et Reuss en particulier. À noter que Theodor Reuss était un ancien membre de la Société théosophique. Selon certains auteurs, Steiner aurait aussi été initié dans l'Ordre de la Rose-Croix Ésotérique de Franz Hartmann, un autre théosophe et ami de Reuss, qui après l'affaire Judge, avait fondé une branche dissidente de la Société théosophique en Allemagne.

## Principales publications
- (en) Notes on the Scientific and Religious Mysteries of Antiquity; The Gnosis and Secret Schools of the Middle Ages; Modern Rosicrucianism ; and the Various Rites and Degrees of free and accepted Masonry, Londres, 1872 (nouv. éd. 2012).
- (en) Lectures Of The Ancient And Primitive Rite Of Freemasonry, 1875 (nouv. éd. 2008)
- (en) Lectures of Chapter,Senate & Council According to the Forms of the Antient and Primitive Rite, but Embracing all Systems of High Grade Masonry, 1882.
- (en) Speculative Feemasonry . A historical Lecture upon the Origin of the Craft and High Grade Freemasonry, Manchester, 1883.
- (en) The Arcane Schools; A Review of their Origin and Antiquity; With a General History of Freemasonry, And Its Relation to the Theosophic, Scientific, and Philosophic Mysteries, Belfast, 1909 (nouv. éd. 2010) lire en ligne.
- (en) Secret High Degree Rituals of the Masonic Rite of Memphis (nouv. éd. 1993).
- (en) Secret Rituals of the Adoptive Rite of Freemasonry.
- (en) Ancient Masonic Constitutions and Charges (nouv. éd. 2005).
- (en) Masonry in Britain and Saxon England.
- (en) History Of The Degree Of Rose Croix (nouv.éd. 2010).